# 중국어 수사
이 문서는 중국어에서 수를 나타내는 글자나 단어와 그 사용법을 다룬다.

## 목록

### 일반
일부터 억까지의 중국어 숫자는 대문자(중국어 간체자: 大写, 정체자: 大寫)/갖은자(한국 한자: -字)와 소문자(중국어 간체자: 小写, 정체자: 小寫)로 나뉜다.:“数字” 대문자는 필획이 비교적 복잡하며, 주로 장부나 공문 등에서 사용된다.:“大写” 소문자는 비교적 단순하며, 통상적인 경우에 쓰인다.:“小写”
| 대문자 | 대문자 | 소문자 | 소문자 | 병음 | 윳핑  | 백화자        | 값          | 비고 |
| 정체자 | 간체자 | 정체자 | 간체자 | 병음 | 윳핑  | 백화자        | 값          | 비고 |
| ------ | ------ | ------ | ------ | ---- | ----- | ------------- | ----------- | --- |
| 零     | 零     | 零/〇  | 零/〇  | líng | ling4 | khòng/lêng    | 0           | 중화인민공화국의 표준에서 零은 계량, 〇은 번호 매기기의 용도로 쓰인다.                                                 |
| 壹     | 壹     | 一     | 一     | yī   | jat1  | it/chi̍t       | 1           | 弌: 一의 옛 글자. |
| 貳     | 贰     | 二     | 二     | èr   | ji6   | jī/nn̄g        | 2           | 弍: 二의 옛 글자. 兩(两): 2를 뜻하나 사용법은 二과 일치하지 않음.                                                      |
| 叁     | 叁     | 三     | 三     | sān  | saam1 | sam/saⁿ       | 3           | 弎: 三의 옛 글자. 参: 중화민국 국어에서 3의 대문자. 仨: 북방방언에서 3개라는 뜻의 수량사; 뒤에 양사가 오면 안 됨.:“仨” |
| 肆     | 肆     | 四     | 四     | sì   | sei3  | sù/sì         | 4           | 𦉭: 四의 옛 글자. 亖: 四의 주문.                                                                                       |
| 伍     | 伍     | 五     | 五     | wǔ   | ng5   | ngó͘/gō͘        | 5           | 𠄡·㐅: 五의 옛 글자.                                                                                                   |
| 陸     | 陆     | 六     | 六     | liù  | luk6  | lio̍k/la̍k      | 6           | - |
| 柒     | 柒     | 七     | 七     | qī   | cat1  | chhit         | 7           | - |
| 捌     | 捌     | 八     | 八     | bā   | baat3 | pat/peh       | 8           | - |
| 玖     | 玖     | 九     | 九     | jiǔ  | gau2  | kiú/káu       | 9           | - |
| 拾     | 拾     | 十     | 十     | shí  | sap6  | si̍p/cha̍p      | 10          | 什: 十와 같은 말.:“什”                                                                                                 |
| 念     | 念     | 廿     | 廿     | niàn | jaa6  | jia̍p          | 20          | 二十와 같은 뜻.:“廿”                                                                                                   |
| -      | -      | 卅     | 卅     | sà   | saa1  | sap           | 30          | 三十와 같은 뜻.:“卅”                                                                                                   |
| -      | -      | 卌     | 卌     | xì   | se3   | siap          | 40          | 四十와 같은 뜻.:“卌”                                                                                                   |
| 佰     | 佰     | 百     | 百     | bǎi  | baak3 | pek/pah       | 100         | 𦣻: 百의 옛 글자. 陌: 百의 통자.                                                                                       |
| -      | -      | 皕     | 皕     | bì   | bik1  | -             | 200         | 二百와 같은 뜻.:“皕”                                                                                                   |
| 仟     | 仟     | 千     | 千     | qiān | cin1  | chhian/chheng | 1,000       | - |
| 萬     | 萬     | 萬     | 万     | wàn  | maan6 | bān           | 10,000      | 㸘·𤍚·𢁭: 萬의 옛 글자. 十千: 싱가포르 화어에서 万 대신 쓸 수 있는 수사.                                               |
| 億     | 億     | 億     | 亿     | yì   | jik1  | ek            | 100,000,000 | 萬萬(万万)이라고도 함.:“万万”                                                                                          |

표준 중국어에서는 군사·항공·철도·구어체를 비롯한 몇몇 특별한 상황에 다음과 같이 일부 (번호 매기기용) 숫자들을 달리 발음한다. 이는 주로 시끄러운 환경 속에서 원활한 무선 통신을 하기 위함인데, 유사한 발음의 一와 七 또는 四와 十 등을 구별 짓고, 일부 수사의 발음을 입 모양이 더 큰 발음으로 대체하는 효과가 있다.
| 대체 발음 | 병음  | 값 | 비고                                                       |
| --------- | ----- | -- | ---------------------------------------------------------- |
| 洞        | dòng  | 0  | 洞의 본뜻인 '구멍'이 0 또는 〇의 자형에 부합한다.          |
| 幺        | yāo   | 1  | 幺의 본뜻인 '작다'가 1 또는 一의 의미에 부합한다.          |
| 两        | liǎng | 2  | 의미가 같은 글자로 대신하는 경우이다.                      |
| 拐        | guǎi  | 7  | 拐의 본뜻인 '(방향을) 꺾다'가 7 또는 七의 자형에 부합한다. |
| 钩        | gōu   | 9  | 钩의 본뜻인 '갈고리'가 9 또는 九의 자형에 부합한다.        |

### 큰 수

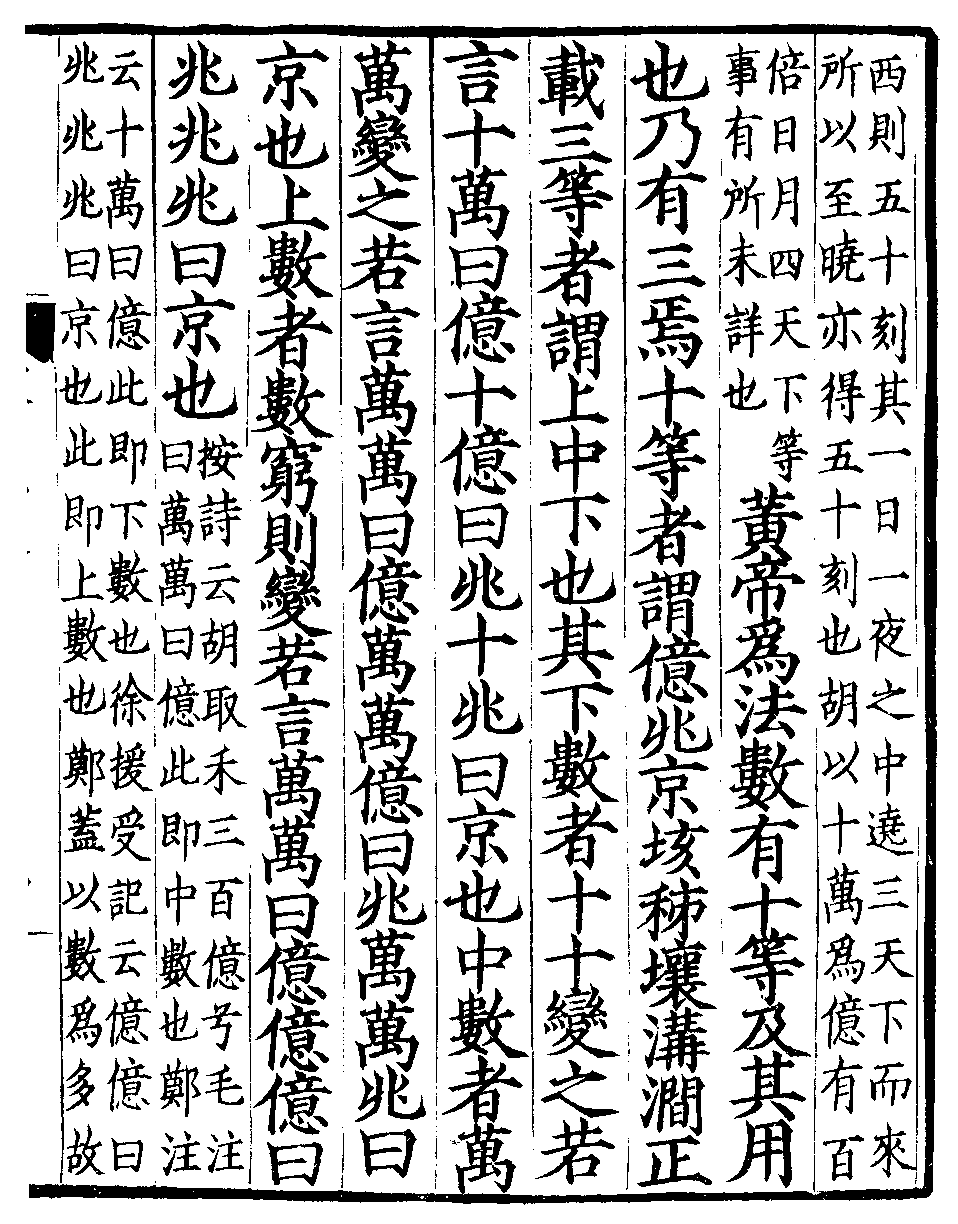
《수술기유》에 나오는 큰 수 수사 소개

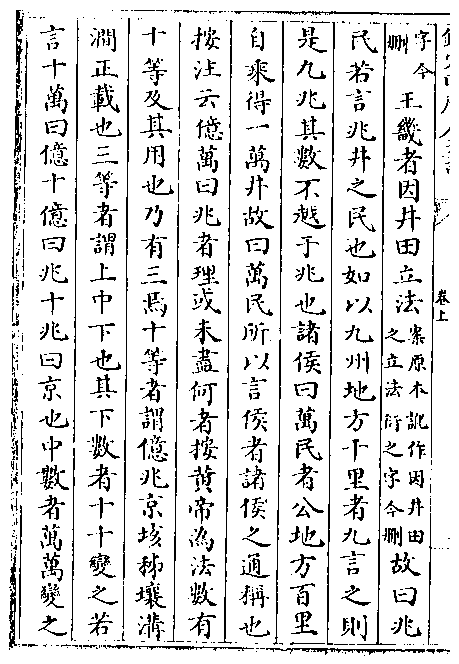
《오경산술》에 나오는 큰 수 수사 소개

만 이상의 큰 수를 나타내는 중국어 수사는 고대 중국부터 있어왔다. 이들 중 극부터 무량수까지는 불교에서 유래한 수사이다. 이들에 값을 매기는 방법은 옛날부터 지금까지 10배씩 변화하는 하수(중국어 간체자: 下数, 정체자: 下數)/십진법(한국 한자: 十進法), 10,000배씩 또는 100,000,000배씩 변화하는 중수(중국어 간체자: 中数, 정체자: 中數), 제곱씩 변화하는 상수(중국어 간체자: 上数, 정체자: 上數)가 있으며, 중수는 얼마 배씩 변화하는지에 따라 만진법(한국 한자: 萬進法)/이만체진(한국 한자: 以萬遞進)과 억진법(한국 한자: 億進法)/이억체진(한국 한자: 以億遞進)으로 나뉜다. 오늘날 중국어에서는 한국어나 일본어에서처럼 만진법만이 쓰이나, 조 이상부터는 잘 쓰이지 않는다. 또한 중화인민공화국의 경우 정해진 표준 용법이 없으며, 조의 용법과 관련하여 약간의 혼란이 존재한다.
| 정체자   | 간체자   | 병음       | 윳핑             | 백화자        | 하수 | 중수            | 중수   | 상수      |
| 정체자   | 간체자   | 병음       | 윳핑             | 백화자        | 하수 | 만진법 (오늘날) | 억진법 | 상수      |
| -------- | -------- | ---------- | ---------------- | ------------- | ---- | --------------- | ------ | --------- |
| 萬       | 万       | wàn        | maan6            | bān           | 104  | 104             | 104    | 104       |
| 億       | 亿       | yì         | jik1             | ek            | 105  | 108             | 108    | 108       |
| 兆       | 兆       | zhào       | siu6             | tiāu          | 106  | 1012            | 1016   | 1016      |
| 京/經    | 京/经    | jīng       | ging1            | keng          | 107  | 1016            | 1024   | 1032      |
| 垓       | 垓       | gāi        | goi1             | kai           | 108  | 1020            | 1032   | 1064      |
| 秭/杼    | 秭/杼    | zǐ         | zi2              | chí           | 109  | 1024            | 1040   | 10128     |
| 穰/壤    | 穰/壤    | ráng       | joeng4           | jiông         | 10   | 1028            | 1048   | 10256     |
| 溝       | 沟       | gōu        | kau1             | ko͘            | 1011 | 1032            | 1056   | 10512     |
| 澗       | 涧       | jiàn       | gaan3            | kàn           | 1012 | 1036            | 1064   | 101,024   |
| 正       | 正       | zhèng      | zing3            | chèng         | 1013 | 1040            | 1072   | 102,048   |
| 載       | 载       | zǎi        | zoi2             | cháiⁿ         | 1014 | 1044            | 1080   | 104,096   |
| 極       | 极       | jí         | gik1             | ke̍k           | 1015 | 1048            | 1088   | 108,192   |
| 恆河沙   | 恒河沙   | hénghéshā  | hang4 ho4 sa1    | hêng-hô-soa   | 1016 | 1052            | 1096   | 1016,384  |
| 阿僧祇   | 阿僧祇   | āsēngqí    | aa1 zang1 zi2    | a-seng-kî     | 1017 | 1056            | 10104  | 1032,768  |
| 那由他   | 那由他   | nàyóutā    | naa5 jau4 taa1   | ná-iû-thaⁿ    | 1018 | 1060            | 10112  | 1065,536  |
| 不可思議 | 不可思议 | bùkěsīyì   | bat1 ho2 si1 ji3 | put-khó-su-gī | 1019 | 1064            | 10120  | 10131,072 |
| 無量數   | 无量数   | wúliàngshù | mou4 loeng6 sou3 | bû-liōng-siàu | 1020 | 1068            | 10128  | 10262,144 |

2011년에 중화인민공화국에서 열린 수사 용법 관련 세미나에서는 다음과 같이 조의 사용을 피하는 수정된 억진법이 거론된 바 있다.
| 수사 | 병음    | 값   |
| ---- | ------- | ---- |
| 万   | wàn     | 104  |
| 亿   | yì      | 108  |
| 万亿 | wànyì   | 1012 |
| 京   | jīng    | 1016 |
| 万京 | wànjīng | 1020 |
| 秭   | zǐ      | 1024 |

### 작은 수
과거에는 작은 수를 나타내는 수사들이 사용되었다. 이들에 값을 매기는 방법은 10분의 1씩 변화하는 십진법/이십체석(한국 한자: 以十遞析)과 100,000,000분의 1씩 변화하는 억진법/이억체석(한국 한자: 以億遞析)이 있다. 오늘날에는 이들의 일부가 SI 접두어로서 사용되지만, 직접 수를 나타낼 때에는 쓰이지 않는다.
| 정체자 | 간체자 | 병음     | 윳핑        | 백화자       | 십진법 (오늘날) | 억진법 |
| ------ | ------ | -------- | ----------- | ------------ | --------------- | ------ |
| 分     | 分     | fēn      | fan1        | pun          | 10−1            | 10−1   |
| 釐/厘  | 釐/厘  | lí       | lei4        | lî           | 10−2            | 10−2   |
| 毫     | 毫     | háo      | hou4        | hô           | 10−3            | 10−3   |
| 絲     | 丝     | sī       | si1         | si           | 10−4            | 10−4   |
| 忽     | 忽     | hū       | fat1        | hut          | 10−5            | 10−5   |
| 微     | 微     | wēi      | mei4        | bî           | 10−6            | 10−6   |
| 纖     | 纤     | xiān     | cim1        | siam         | 10−7            | 10−7   |
| 沙     | 沙     | shā      | saa1        | sa           | 10−8            | 10−8   |
| 塵     | 尘     | chén     | can4        | tîn          | 10−9            | 10−16  |
| 埃     | 埃     | āi       | oi1         | ai           | 10−10           | 10−24  |
| 渺     | 渺     | miǎo     | miu5        | biáu         | 10−11           | 10−32  |
| 漠     | 漠     | mò       | mok6        | bô͘           | 10−12           | 10−40  |
| 模糊   | 模糊   | móhu     | mou4 wu4    | mô͘-hô͘        | 10−13           | 10−48  |
| 逡巡   | 逡巡   | qūnxún   | seon1 ceon4 | chùn-sûn     | 10−14           | 10−56  |
| 須臾   | 须臾   | xūyú     | seoi1 jyu4  | -            | 10−15           | 10−64  |
| 瞬息   | 瞬息   | shùnxī   | seon3 sik1  | sùn-siak     | 10−16           | 10−72  |
| 彈指   | 弹指   | tánzhǐ   | taan4 zi2   | tân-chí      | 10−17           | 10−80  |
| 剎那   | 刹那   | chànà    | saat3 naa5  | sat-nā       | 10−18           | 10−88  |
| 六德   | 六德   | liùdé    | luk6 dak1   | la̍k-tiak     | 10−19           | 10−96  |
| 虛空   | 虚空   | xūkōng   | heoi1 hung1 | hu-khang     | 10−20           | -      |
| 虛     | 虚     | xū       | heoi1       | hu           | -               | 10−104 |
| 空     | 空     | kōng     | hung1       | khang        | -               | 10−112 |
| 清淨   | 清净   | qīngjìng | cing1 zing6 | chheng-chěng | 10−21           | -      |
| 清     | 清     | qīng     | cing1       | chheng       | -               | 10−120 |
| 淨     | 净     | jìng     | zing6       | chěng        | -               | 10−128 |

2011년에 중화인민공화국에서 열린 수사 용법 관련 세미나에서 제안된 작은 수 명명 방안은 다음과 같이 미보다 작은 값의 수사를 SI 접두어와 일치시킨다.
| 수사 | 병음 | 값    |
| ---- | ---- | ----- |
| 分   | fēn  | 10−1  |
| 厘   | lí   | 10−2  |
| 毫   | háo  | 10−3  |
| 丝   | sī   | 10−4  |
| 忽   | hū   | 10−5  |
| 微   | wēi  | 10−6  |
| 纳   | nà   | 10−9  |
| 皮   | pí   | 10−12 |
| 飞   | fēi  | 10−15 |
| 阿   | à    | 10−18 |
| 仄   | zè   | 10−21 |
| 幺   | yāo  | 10−24 |

고대 중국 문헌에서 쓰였던 분수 수사는 다음과 같다. 오늘날에는 半을 제외하면 쓰이지 않는 용법이다.
| 수사 | 병음    | 윳핑       | 백화자    | 값  |
| ---- | ------- | ---------- | --------- | --- |
| 半   | bàn     | bun3       | pòaⁿ      | 1/2 |
| 少半 | shǎobàn | siu2 bun3  | chió-pòaⁿ | 1/3 |
| 大半 | dàbàn   | daai6 bun3 | tōa-pòaⁿ  | 2/3 |

### SI 접두어
중국어에서 사용되는 SI 접두어는 중화인민공화국과 중화민국의 두 표준이 존재한다. 가장 큰 차이점은 조가 각각 메가와 테라의 뜻이라는 점이다. 중화인민공화국의 경우 큰 수의 이름과 일치시키는 방안이 고려된 적 있으나, 실행된 적은 없다.
| 배수/분수 | 기호 | 한국어   | 《중화인민공화국 계량 단위 명칭 및 기호 방안(시행)》 대소수 방안 | 《중화인민공화국 계량 단위 명칭 및 기호 방안(시행)》 대소수 방안 | 《중화인민공화국 계량 단위 명칭 및 기호 방안(시행)》 음역 방안 | 《중화인민공화국 계량 단위 명칭 및 기호 방안(시행)》 음역 방안 | 중화인민공화국국가표준 GB3100-1993 《국제단위계와 그 응용》(중화인민공화국 현행 표준) | 중화인민공화국국가표준 GB3100-1993 《국제단위계와 그 응용》(중화인민공화국 현행 표준) | 《법정 도량형 단위 및 이들이 사용하는 배수, 분수의 명칭, 정의 그리고 기호》(중화민국 현행 표준) | 《법정 도량형 단위 및 이들이 사용하는 배수, 분수의 명칭, 정의 그리고 기호》(중화민국 현행 표준) |
| --------- | ---- | -------- | ---------------------------------------------------------------- | ---------------------------------------------------------------- | -------------------------------------------------------------- | -------------------------------------------------------------- | ------------------------------------------------------------------------------------- | ------------------------------------------------------------------------------------- | ----------------------------------------------------------------------------------------------- | ----------------------------------------------------------------------------------------------- |
| 1024      | Y    | 요타     | -                                                                | -                                                                | -                                                              | -                                                              | 尧[它]                                                                                | yáo                                                                                   | 佑                                                                                              | yòu                                                                                             |
| 1021      | Z    | 제타     | -                                                                | -                                                                | -                                                              | -                                                              | 泽[它]                                                                                | zé                                                                                    | 皆                                                                                              | jiē                                                                                             |
| 1018      | E    | 엑사     | 穰                                                               | ráng                                                             | 艾                                                             | ài                                                             | 艾[可萨]                                                                              | ài                                                                                    | 艾                                                                                              | ài                                                                                              |
| 1015      | P    | 페타     | 秭                                                               | zǐ                                                               | 拍                                                             | pāi                                                            | 拍[它]                                                                                | pāi                                                                                   | 拍                                                                                              | pāi                                                                                             |
| 1012      | T    | 테라     | 垓                                                               | gāi                                                              | 太                                                             | tài                                                            | 太[拉]                                                                                | tài                                                                                   | 兆                                                                                              | zhào                                                                                            |
| 109       | G    | 기가     | 京                                                               | jīng                                                             | 吉                                                             | jí                                                             | 吉[咖]                                                                                | jí                                                                                    | 吉                                                                                              | jí                                                                                              |
| 106       | M    | 메가     | 兆                                                               | zhào                                                             | 兆                                                             | zhào                                                           | 兆                                                                                    | zhào                                                                                  | 百萬                                                                                            | bǎiwàn                                                                                          |
| 103       | k    | 킬로     | 千                                                               | qiān                                                             | 千                                                             | qiān                                                           | 千                                                                                    | qiān                                                                                  | 千                                                                                              | qiān                                                                                            |
| 102       | h    | 헥토     | 百                                                               | bǎi                                                              | 百                                                             | bǎi                                                            | 百                                                                                    | bǎi                                                                                   | 百                                                                                              | bǎi                                                                                             |
| 101       | da   | 데카     | 十                                                               | shí                                                              | 十                                                             | shí                                                            | 十                                                                                    | shí                                                                                   | 十                                                                                              | shí                                                                                             |
| 10−1      | d    | 데시     | 分                                                               | fēn                                                              | 分                                                             | fēn                                                            | 分                                                                                    | fēn                                                                                   | 分                                                                                              | fēn                                                                                             |
| 10−2      | c    | 센티     | 厘                                                               | lí                                                               | 厘                                                             | lí                                                             | 厘                                                                                    | lí                                                                                    | 厘                                                                                              | lí                                                                                              |
| 10−3      | m    | 밀리     | 毫                                                               | háo                                                              | 毫                                                             | háo                                                            | 毫                                                                                    | háo                                                                                   | 毫                                                                                              | háo                                                                                             |
| 10−6      | µ    | 마이크로 | 微                                                               | wēi                                                              | 微                                                             | wēi                                                            | 微                                                                                    | wēi                                                                                   | 微                                                                                              | wēi                                                                                             |
| 10−9      | n    | 나노     | 纖                                                               | xiān                                                             | 纳                                                             | nà                                                             | 纳[诺]                                                                                | nà                                                                                    | 奈                                                                                              | nài                                                                                             |
| 10−12     | p    | 피코     | 沙                                                               | shā                                                              | 皮                                                             | pí                                                             | 皮[可]                                                                                | pí                                                                                    | 皮                                                                                              | pí                                                                                              |
| 10−15     | f    | 펨토     | 塵                                                               | chén                                                             | 飞                                                             | fēi                                                            | 飞[母托]                                                                              | fēi                                                                                   | 飛                                                                                              | fēi                                                                                             |
| 10−18     | a    | 아토     | 渺                                                               | miǎo                                                             | 阿                                                             | à                                                              | 阿[托]                                                                                | à                                                                                     | 阿                                                                                              | à                                                                                               |
| 10−21     | z    | 젭토     | -                                                                | -                                                                | -                                                              | -                                                              | 仄[普托]                                                                              | zè                                                                                    | 介                                                                                              | jiè                                                                                             |
| 10−24     | y    | 욕토     | -                                                                | -                                                                | -                                                              | -                                                              | 幺[科托]                                                                              | yāo                                                                                   | 攸                                                                                              | yōu                                                                                             |

## 문법

### 서수사
수사는 수량을 나타내는 기수사와 순서를 나타내는 서수사로 나뉜다. 앞서 서술한 수사들은 모두 기본적으로 기수사이다. 중국어 서수사의 일부 유형과 예시는 다음과 같다.
- 흔히 앞에 第와 같이 차례를 나타내는 글자가 붙는다.
  - 第三(제3)
  - 第五场(제5장)
  - 初一(음력 달의 1일)
  - 头一回(처음)
  - 末一次(마지막)
- 일부 양사 앞의 기수사는 第 없이 서수사 역할을 한다.
  - 五号(5번/5일)
  - 二十楼(20층)
  - 五更(5경)
  - 一等(1등급)
  - 一级(1급)
- 일부 명사 뒤의 기수사는 第 없이 서수사 역할을 한다.
  - 图三(그림3)
  - 表一(표1)
  - 附录四(부록4)
  - 卷三(제3권)
- 번호를 매길 때의 기수사는 第 없이 서수사 역할을 한다.
  - 果品有五种：一、红枣；二、栗子；三、落花生；四、菱角；五、香芋。
  - 一来送妹待选，二来望亲，三来亲自入部销算旧账。(《홍루몽》)
- 일부 약어 속의 기수사는 第 없이 서수사 역할을 한다.
  - 三教(=第三教学楼)(제3강의동)(보통화 및 중화민국 국어)
  - 四中(=第四中学)(제4중등학교)(보통화 및 중화민국 국어)

### 계수사와 위수사
중국어의 계수사(중국어 간체자: 系数词, 정체자: 係數詞)는 위수사 앞에 붙어 계수의 역할을 할 수 있는 수사를 말하며, 一·二·三·四·五·六·七·八·九·十·两·几·多少 등이 있다. 위수사(중국어 간체자: 位数词, 정체자: 位數詞)는 자릿수의 역할을 하는 수사를 말하며, 十·百·千·万·亿 등이 있다. 이들을 조합하여 자연수 수사를 만드는 규칙과 예시는 다음과 같다.
- 계수사+위수사 꼴로 조합하면 새로운 수사를 얻으며, 두 부분은 곱하는 관계이다. 이 경우 계수사 十는 위수사 万 또는 그 이상의 위수사 앞에만 붙을 수 있다.
  - 二十(2 × 10 = 20)
- 여러 개의 계수사+위수사 꼴을 위수사가 작아지는 순서대로 조합하면 계수사1+위수사1+...+계수사n+위수사n 꼴의 새로운 수사를 얻으며, 여러 계수사+위수사 꼴은 더하는 관계이다. 또한 일의 자리수를 나타내는 맨 끝 부분에 한해서는 一·二·...·九 중 하나가 올 수 있다.
  - 三百五十六(3 × 100 + 5 × 10 + 6 = 356)
- 한국어와 달리, 자릿수가 연속되지 않는 두 부분 사이에는 零 하나를 추가해야 한다.
  - 五万零三百零三(50,303)
- 한국어와 달리, 마지막 부분의 위수사는 생략할 수 있다.
  - 五百二十(520)
  - 五百二(520)
- 한국어와 달리, 보통화에서 百·千·万·亿 앞의 一는 꼭 붙여야 하며, 十 앞의 一는 두 자리 수의 경우 생략해야 하고, 세 자리 이상의 수의 경우 붙여도 좋고 생략해도 좋다. 중국의 일부 방언과 싱가포르 화어 등에서는 一가 맨 앞에 온다면 생략해도 된다.
  - 十五(15)
  - 一百一十四(114)
  - 一百十四(114)
  - 一百三十(130)
  - 一百三(130)
  - 百三(130)(일부 방언)
- 계수 부분은 계수사뿐만 아니라 계수사+위수사 또는 계수사1+위수사1+...+계수사n+위수사n 꼴일 수 있다. 이 경우 계수는 네 자리 또는 그 이하의 수이어야 하며, 위수사는 万 또는 그 이상이어야 한다. 다만 싱가포르 화어에서는 영어의 영향을 받아 十·百를 千 앞에 붙이는 경우도 있다.[28]
  - 二十万(200,000)
  - 一百亿(10,000,000,000)
  - 九千五百零三万(95,030,000)
  - 十千(10,000)(싱가포르 화어)
  - 百千(100,000)(싱가포르 화어)

### 二과 两의 차이
二과 两은 모두 2를 뜻하나, 쓰임새가 다음과 같이 다르다.:“两”
- 단순히 셈을 셀 때에는 二만이 쓰인다.
  - 一、二、三、四(1, 2, 3, 4)
- 소수·분수에는 二만이 쓰인다.
  - 零点二(0.2)
  - 三分之二(2/3)
- 서수에는 二만이 쓰인다.
  - 第二名(2등)
  - 二月(2월)
  - 二哥(둘째 형/오빠)
- 계수사로서 쓰일 때에는 二과 两 둘 다 가능하다.
  - 二千(2,000)
  - 两千(2,000)
- 단, 십의 자리 또는 일의 자리에 쓰일 때나 끝에 위수사가 생략된 채 쓰일 때에는 二만이 쓰인다.
  - 二十(20)
  - 十二(12)
  - 三百二(320).
- 또한, 여러 자리 수의 경우 보통화에서는 二이, 싱가포르 화어에서는 两이 더 자주 쓰인다.
  - 三万二千(32,000)
  - 两万二千二百(22,000)(보통화의 일반적인 표현)
  - 两万两千两百(22,000)(싱가포르 화어의 일반적인 표현)
- 일반적인 양사 앞에는 两만이 쓰인다.
  - 两个(두 개)
  - 两张(두 장)
- 중국 전통 도량형을 나타내는 양사 앞에서는 二과 两 둘 다 가능하다. 양사 倍(배) 앞에서도 둘 다 가능하다.
  - 二尺(두 척)
  - 两尺(두 척)
  - 二斤(두 근)
  - 两斤(두 근)
  - 二倍(두 배)
  - 两倍(두 배)
- 중국 전통 도량형 양사가 연속해서 사용될 경우, 보통화에서는 두 번째부터는 二만을 쓸 수 있으며, 싱가포르 화어에서는 二도 两도 쓸 수 있다.
  - 二丈二尺(2장 2척)
  - 两丈二尺(2장 2척)
  - 两丈两尺(2장 2척)(싱가포르 화어)
- 중국 전통 도량형 양사 两(냥) 앞에는 보통화에서는 예외적으로 二만이 쓰이며, 싱가포르 화어에서는 二과 两 둘 다 가능하다.
  - 二两(두 냥)
  - 两两(두 냥)(싱가포르 화어)

### 개수사
중국어의 개수사(중국어 간체자: 概数词, 정체자: 概數詞) 또는 부정수사(중국어 간체자: 不定数词, 정체자: 不定數詞)는 어림수를 나타내는 수사를 말한다. 일부 유형과 예시는 다음과 같다.
- 두 연속된 값의 수사를 병렬하여 쓰는 경우.
  - 二三十(2, 30)
  - 五六遍(대여섯 번)
  - 十一二点(11, 2시)
  - 得等个两三天(2, 3일을 기다려야 한다)
- 계수사 几 등을 사용하는 경우
  - 几天(며칠)
  - 几十本(몇십 권)
  - 二十几(이십몇)
- 계수사+위수사 꼴 또는 양사 뒤에 来·多·好几·左右 등을 사용하는 경우
  - 十来个人(10여 개)
  - 三尺来布(3척 조금 넘는 천)
  - 三年多(3년 조금 넘는 시간)
  - 一千多个(천여 개)
  - 一千多万(천여만)
  - 他已经三十好几了(그는 이미 서른을 훌쩍 넘었다)
  - 八十左右(약 80)
  - 二百户左右人家(약 200가구의 집안)
- 명사 또는 양사 또는 위수사 앞에 好些·若干 등을 사용하는 경우
  - 好些人(여러 사람)
  - 好些年(여러 해)
  - 若干人(몇 사람)
  - 若干吨钢(몇 톤의 철강)
  - 若干万元(몇만 위안)
- 两은 개수사로서도 쓰인다. 二에는 없는 용법이다.
  - 过两天再说(며칠 뒤에 다시 이야기합시다)
- 위수사 앞에 成·上 등을 사용하는 경우
  - 成千上万(수천 수만; 대단히 많다)

### 양사와의 결합
수사+양사 꼴의 조합을 수량사(중국어 간체자: 数量词, 정체자: 數量詞)라고 한다. 수량사의 유형 및 용법 및 예시는 다음과 같다.
- 명량사가 조합된 수량사는 주로 명사의 관형어로 쓰인다.
  - 개체양사가 조합된 수량사
    - 五张纸(종이 다섯 장)

  - 집합양사가 조합된 수량사
    - 一套家具(가구 한 세트)

  - 도량사가 조합된 수량사. 십진법 도량사를 연이어 쓸 때에는 마지막의 도량사를 생략할 수 있다.
    - 三尺五寸(3척 5치)
    - 三尺五(3척 5치)

  - 부정양사가 조합된 수량사
    - 一点儿(조금)
    - 一些(약간)

  - 준양사가 조합된 수량사
    - 两县人(두 현의 사람)

  - 임시양사가 조합된 수량사
    - 一碗饭(밥 한 그릇)
- 동량사가 조합된 수량사는 주로 준빈어로 쓰이며, 일부는 관형어로도 쓰인다.
  - 전용동량사가 조합된 수량사
    - 等一下(잠깐 기다리다)
    - 进了一趟城(시내에 한 차례 들다)

  - 차용동량사가 조합된 수량사
    - 放一枪(총을 한 발 쏘다)

  - 동사를 중첩하는 경우
    - 想一想(한 번 생각해 보다)
- 수량사는 때로 편정구조 전체를 대신할 수 있다.
  - 五张(=五张纸)
- 수량사가 명사를 수식할 때 的를 추가하는 것은 도량사·준양사·시간을 나타내는 양사 뒤에서만 가능하다.
  - 买了五斤肉(고기를 다섯 근 샀다)
  - 买了五斤的肉(고기를 다섯 근 샀다)
  - 三县群众(세 현의 군중)
  - 三县的群众(세 현의 군중)
  - 一会儿工夫(잠깐의 시간)
  - 一会儿的工夫(잠깐의 시간)
- 수량사는 서술어로 쓰일 수 있다.
  - 体温三十八度了(체온이 38도가 되었다)
- 수량사가 명사를 수식하는 편정구조가 목적어로 쓰일 때에는 수사 一를 생략할 수 있다.
  - 说句话(말 한 마디를 하다)

## 문화

### 상징적 의미
중국어의 수사들은 여느 문화에서와 같이 단순히 수를 나타낼 뿐 아니라 여러 상징적인 의미들을 부여 받았으며, 그 예시는 다음과 같다.
- 중국의 명리학에서 十二(12)은 완벽함을 상징하는 길수이다.
- 서양에서 13이 제일 가는 흉수로 여겨지는 것과 달리, 중국은 옛날부터 十三(13)을 전혀 기피하지 않았다. 그러나 간혹 부정적인 의미를 내포하기도 하는데, 예를 들어 十三点은 문자 그대로는 13시를 뜻하나, 상하이어에서 어리석거나 행동이 부적절함을 가리킨다.
- 중국 문화에서 一百零八(108)는 불교의 영향을 받아 부처를 상징하는 길수로 여겨진다.
- 중국어에서 二百五(250)는 일 처리가 어리석은 사람을 뜻하며, 이는 옛날에 250냥을 뜻하는 半封이 반쯤 미침을 뜻하는 半疯과 발음이 같았던 데에서 유래한다.
- 서양·일본·부탄 등과 반대로 중국은 홀수보다는 짝수를 더 좋게 생각한다. 이는 六(6)나 十(10) 등의 수에서 반영된다.

## 역사

### 18세기 이전
한나라의 서악이 저술하고 북주의 견란이 주해한 《수술기유》에는 다음과 같이 재까지의 큰 수 수사와 하수·중수(억진법)·상수를 소개하는 구절이 있다.
黄帝為法數有十等及其用也乃有三焉十等者億兆京垓秭壤溝澗正載三等者謂上中下也其下數者十十變之若言十萬曰億十億曰兆十兆曰京也中數萬萬變之若言萬萬曰億萬萬億曰兆萬萬兆曰京也上數者數窮則變若言萬萬曰億億億曰兆兆兆曰京也
[...]
下數淺短計事則不盡上數宏廓世不可用故其傳業惟以中數耳
— 《수술기유》

북주의 견란의 저술이라고 전해지는 《오경산술》에서도 말만 다를 뿐 똑같은 내용의 구절이 등장한다.
按黃帝為法，數有十等。及其用也，乃有三焉。十等者，謂億、兆、京、垓、秭、壤、溝、澗、正、載也。三等者，謂上、中、下也。其下數者，十十變之。若言十萬曰億，十億曰兆，十兆曰京也。中數者，萬萬變之。若言萬萬曰億，萬萬億曰兆，萬萬兆曰京也。上數者，數窮則變。若言萬萬曰億，億億曰兆、兆兆曰京也。
— 《오경산술》 하권

기원후 3세기~5세기쯤에 작성되었다고 여겨지는 《손자산경》에도 유사한 내용이 존재하며, 추가로 홀까지의 작은 수 수사와 이들의 값을 다음과 같이 설명한다.
度之所起，起于忽。欲知其忽，蠶吐絲為忽，十忽為一絲，十絲為一毫，十毫為一氂 ，十氂為一分，十分為一寸，十寸為一尺，十尺為一丈，[...]三百步為一里。
— 《손자산경》 상권

원나라의 주세걸이 저술한 《산학계몽》에서는 다음과 같이 재 뒤에 극부터 무량수까지의 수사가, 사 뒤에 진부터 정까지의 수사가 추가되었으며, 모두 억진법을 사용한다.
一、十、百、千、萬、十萬、百萬、千萬，萬萬曰億，萬萬億曰兆，萬萬兆曰京，萬萬京曰陔，萬萬陔曰秭，萬萬秭曰壤，萬萬壤曰溝，萬萬溝曰澗，萬萬澗曰正，萬萬正曰載，萬萬載曰極，萬萬極曰恒河沙，萬萬恒河沙曰阿僧祗，萬萬阿僧祗曰那由他，萬萬那由他曰不可思議，萬萬不可思議曰無量數。
[...]
一、分、厘、毫、絲、忽、微、纖、沙。萬萬塵曰沙，萬萬埃曰塵，萬萬渺曰埃，萬萬漠曰渺，萬萬模糊曰漠，萬萬逡巡曰模糊，萬萬須臾曰逡巡，萬萬瞬息曰須臾，萬萬彈指曰瞬息，萬萬剎那曰彈指，萬萬六德曰剎那，萬萬虛曰六德，萬萬空曰虛，萬萬清曰空，萬萬凈曰清。千萬凈，百萬凈，十萬凈，萬凈，千凈，百凈，十凈，一凈。
— 《산학계몽》 총괄

명나라의 지재 안눌이 저술한 《상명산법》에서도 큰 수 수사가 억진법으로 천만억까지 소개된다. 작은 수 수사는 다음과 같이 분부터 사까지와 진부터 정까지를 모두 언급하나, 사까지만 자세히 소개하고 나머지는 쓰이지 않는다고 설명한다.
小數始於一　一為十分　分為十釐　釐為十毫　毫為十絲　絲為十忽　忽為十微　微為十纖　纖為十沙　按俗本纖下復有塵埃渺漠模糊逡巡須臾瞬息彈指刹那六德虛空淸淨等名皆無用
— 《상명산법》 상권

### 18세기~20세기 중반
1723년에 청나라의 강희제 명 하에 서양 수학이 집대성된 《어제수리정온》에서는 다음과 같이 기존과 다른 방법을 사용하는 구절이 나온다.
度法丈以下曰尺十寸寸十分分十釐釐十豪豪十絲絲十忽忽十微微十纖纖十沙沙十塵塵十埃埃十渺𣺌十漠漠以下皆以十析糢糊逡巡須臾瞬息彈指刹那六徳虚空清浄
[...]
凡度量衡自單位以上則曰十百千萬億兆京垓秭穰溝澗正載極恒河沙阿僧秪那由他不可思議無量數
自億以上有以十進者如十萬曰億十億曰兆之類有以萬進者如萬萬曰億萬億曰兆之類有以自乘之數進者如萬萬曰億億億曰兆之類今立法從中數
— 《어제수리정온》 하편 제1권

여기에서는 큰 수는 만진법, 작은 수는 십진법을 따르며, 허와 공 대신 합쳐진 허공을 사용하고, 청과 정 역시 청정으로 합쳐진다. 일본의 요시다 미츠요시가 저술한 《진겁기》에 등장하는 똑같은 내용보다 약 백 년 늦다.
중화민국 국민정부 때에는 큰 수 명명법이 역사적으로 유일하지 않고 국제에서 통용되는 세 자리씩 분리하기와 일치하지 않는 탓에 학계의 관심을 불러 일으키는 문제가 되었다. 십만을 억, 백만을 조로 두고 그 뒤부터는 천진법을 따르자는 방안이 제안되었으나, 1933년에 교육부의 천진법 제안이 제정된 지 얼마 지나지 않아 토론회에서 만진법으로 수정되는 등, 천진법에는 늘상 반대 의견이 존재하였다. 1944년 9월에 국민참정회는 만만을 억으로 두고 억 뒤로는 더 이상 새로운 수사를 쓰지 않는 표준을 사용하라는 명령을 하달하였는데, 이는 오늘날 중화인민공화국에서 조(백만)가 억(만만)보다 작아지는 혼란스러운 결과를 가져왔다.
1948년 9월에 중화민국 난징시에서 열린 중앙연구원 제1차원사회의(중국어 간체자: 第一次院士会议, 정체자: 第一次院士會議)에서는 백만을 조로 명명하는 방안이 다시 제안되었는데, 이는 주로 국공내전이 일어나는 동안 발생한 인플레이션이 큰 수의 사용 빈도를 증가시켰고, 이전에 확정된 만진법이 국제의 셋 또는 여섯 자리씩 숫자를 분리하는 방식과 일치하지 않아 환산이 불편하다는 이유에서이다. 또한 원사들은 천진법을 택할지 백만진법을 택할지에 대해서는 평의회가 각계 의견을 수렴하도록 하자고 제의하였다. 이 제안은 당시에 행정원장이었던 웡원하오(중국어 간체자: 翁文灏, 정체자: 翁文灝)의 적극적인 찬성을 얻었으며, 같은 해 10월 5일에 중앙연구원은 행정원으로부터 천조의 이름을 확정한 뒤 원 제안과 함께 행정원정무회의에 제출하라는 답변을 받았다. 이에 주자화(중국어 간체자: 朱家骅, 정체자: 朱家驊)는 이미 원사들 사이에 충분한 의견 교환이 이뤄졌음에 따라 즉시 천조의 이름 경과 천경의 이름 해를 확정 지었다. 그러나 이 제안은 결국 실시되지 않았다.

### 20세기 후반~오늘날
1981년에 중화인민공화국 국무원은 《중화인민공화국 계량 단위 명칭 및 기호 방안(시행)》에서 국제단위계를 기초로 하는 단위 제도 방안을 내놓았다. 여기에는 SI 접두어 관련 방안도 포함되는데, 당시 이미 도입되었던 기가부터 엑사까지와 나노부터 아토까지의 명명은 유보되었으며, 천진법 수사를 가져와 쓰는 "대소수 방안"과 영어의 음역어를 사용하는 "음역 방안"이라는 두 미확정 방안을 언급하기만 하였다. 1984년에 국무원이 발표한 《중화인민공화국법정계량단위》에서는 엑사부터 아토까지의 중국어 SI 접두어를 도입하였으며, 또한 억은 108, 만억은 1012이며 이들은 접두어가 아님을 천명하였다. 1986년에 발표된 중화인민공화국국가표준 GB3100-1986 《국제단위계 및 그 응용》에도 이와 같은 SI 접두어 방안이 실렸으며, 1993년의 수정안 GB3100-1993에서는 1991년에 새로 도입된 SI 접두어인 제타와 요타의 중국어화가 추가되었다. 이것이 곧 중화인민공화국에서 현행되는 SI 접두어의 표준이다. 1986년 12월에 인민일보는 《출판물에서의 숫자 용법에 대한 시행 규정》에서 네 자리 또는 그 이상의 수는 세 자리씩 분리하여 쓰고, 끝에 0이 많은 수는 만이나 억을 통해 나타낼 수 있도록 규정하였으며, 학계에서는 적지 않은 반대 여론이 있었다.
중화민국에서 현행되는 SI 접두어 표준은 경제부가 1974년 3월 7일에 경(74)기 08974호 공고에서 발표하고 1992년 6월 13일에 경표자 제10504605160호 공고에서 수정한 《법정 도량형 단위 및 이들이 사용하는 배수, 분수의 명칭, 정의 그리고 기호》이다. 여기에서는 만(104)과 억(108) 역시 관용적인 접두어로서 인정되었으며, 세 자리씩 공백 또는 쉼표로 분리하는 수치 표현을 규정하였다.
2011년 12월 10일에 중화인민공화국 전국과학기술명사심정위원회(중국어 간체자: 全国科学技术名词审定委员会, 정체자: 全國科學技術名詞審定委員會)가 개최한  수사정명연구토론회(중국어 간체자: 数词定名研讨会, 정체자: 數詞定名研討會)에서는 20명의 각계 전문가가 참석하여 자국 수사의 역사·응용·표준화 문제를 토론하였다. 이 토론에서는 몇 가지 잠정적인 결론을 얻어냈는데, 10−24~1024 밖에서는 수사 대신 과학적 기수법을 사용하자는 내용, 기존 용법을 존중하여 106의 접두어를 조로 두자는 내용, 1012·1016·1020·...의 명칭은 수정된 억진법을 적용하여 각각 만억·경·만경·...으로 하자는 내용, 10−1~10−6의 명칭은 과거를 따르고 10−9~10−24의 명칭은 SI 접두어를 따르자는 내용 등이 있다.

## 같이 보기
- 쑤저우 산가지

## 참고 문헌
1. 1 2 3 4 5 6 7 8 9 10 11 12 13 14 15 16 17 18 19 20 21  《现代汉语词典》 [현대한어사전] (중국어) 5판. 商务印书馆. 2010. ISBN 978-7-100-04385-4.
2. ↑  “大寫”. 《教育部重編國語辭典修訂本》 (중국어). 2018년 5월 2일에 확인함.
3. 1 2  《教育部重編國語辭典修訂本》. 2018년 5월 2일에 확인함.
4. ↑  “2012年十大语文差错”. 《咬文嚼字》 (중국어). 2013년 (1): 4-6. ISSN 1009-2390. (구독 필요).
5. ↑  “一”. 《中國哲學書電子化計劃》 (중국어). 2018년 5월 2일에 확인함.
6. ↑  “二”. 《中國哲學書電子化計劃》 (중국어). 2018년 5월 2일에 확인함.
7. ↑  “三”. 《中國哲學書電子化計劃》 (중국어). 2018년 5월 2일에 확인함.
8. ↑  “参”. 《教育部重編國語辭典修訂本》 (중국어). 2018년 5월 2일에 확인함.
9. ↑  “仨”. 《教育部重編國語辭典修訂本》 (중국어). 2018년 5월 2일에 확인함.
10. 1 2  “四”. 《中國哲學書電子化計劃》 (중국어). 2018년 5월 2일에 확인함.
11. ↑  “五”. 《中國哲學書電子化計劃》 (중국어). 2018년 5월 2일에 확인함.
12. ↑  “什”. 《教育部重編國語辭典修訂本》 (중국어). 2018년 5월 2일에 확인함.
13. ↑  “廿”. 《教育部重編國語辭典修訂本》 (중국어). 2018년 5월 2일에 확인함.
14. ↑  “卌”. 《教育部重編國語辭典修訂本》 (중국어). 2018년 5월 2일에 확인함.
15. ↑  “百”. 《中國哲學書電子化計劃》 (중국어). 2018년 5월 2일에 확인함.
16. ↑  “陌”. 《汉典》 (중국어). 2018년 5월 2일에 확인함.
17. ↑  “陌” (중국어). 2018년 5월 2일에 확인함.
18. ↑  “洞”. 《教育部重編國語辭典修訂本》 (중국어). 2018년 5월 2일에 확인함.
19. ↑  “萬”. 《中國哲學書電子化計劃》 (중국어). 2018년 5월 2일에 확인함.
20. 1 2 3 4 5  周清海 (2003년 7월). 《华语教学语法》 (중국어). 玲子传媒. 98-104쪽. ISBN 978-981-4127-63-9.
21. 1 2 3 4  李苏鸣 (2016년 3월 21일). ““军语”里的那些秘密 武警少将亲自为您揭开”. 《中国军网-人民武警》 (중국어). 2018년 4월 19일에 원본 문서에서 보존된 문서. 2018년 4월 16일에 확인함.
22. ↑  颜之宏 (2017년 1월 23일). “老陈的最后一个春运”. 《新华每日电讯6版》 (중국어). 2018년 4월 19일에 원본 문서에서 보존된 문서. 2018년 4월 17일에 확인함.
23. ↑  薛洋 (2016년 9월 15일). “走进民航厦门“空中交警”: 在三维空间里引导飞机起降”. 《台海网》 (중국어). 2018년 4월 19일에 원본 문서에서 보존된 문서. 2018년 4월 17일에 확인함.
24. ↑  “洞”. 《教育部重編國語辭典修訂本》 (중국어). 2018년 5월 2일에 확인함.
25. 1 2 3 4  刘青 (2013). “数词定名研讨会纪要”. 《中国科技术语》 (중국어) 15 (1): 21-22. (구독 필요).
26. 1 2 3 4 5 6  ““万万亿”次计算机当定何名?”. 《光明日报》 (중국어). 2013년 3월 18일. 2018년 4월 15일에 확인함.
27. 1 2 3 4  김병덕 (1999). “우리나라 명수법에 대한 소고(II)”. 《한국수학사학회지》 12 (1): 53-64.
28. 1 2 3 4 5 6 7  刘群. “有关中文大数词问题的缘由和建议” (PDF) (중국어). 2018년 4월 20일에 원본 문서 (PDF)에서 보존된 문서. 2018년 4월 19일에 확인함.
29. 1 2 3 4 5 6 7  김병덕 (1995). “우리나라 명수법에 대한 소고(I)”. 《한국수학사학회지》 8 (1): 35-40.
30. ↑  洪萬生; 林倉億; 蘇惠玉; 蘇俊鴻 (2006년 7월 1일). 《數之起源：中國數學史開章《筭數書》》 (중국어). 台灣商務印書館. 52, 240쪽. ISBN 9789570520712.
31. 1 2 3 4  “中华人民共和国计量单位名称与符号方案（试行）”. 《中华人民共和国国务院报》 (중국어). 1981년 (18): 568-579. 2018년 4월 20일에 확인함.
32. 1 2  “国际单位制及其应用” (중국어). 1993년 7월 1일. 2018년 4월 20일에 원본 문서에서 보존된 문서. 2018년 4월 20일에 확인함.
33. 1 2  “法定度量衡單位及其所用之倍數、分數之名稱、定義及代號修正規定” (PDF). 財政經濟篇. 《行政院公報》 (중국어) 022 (195). 2016년 10월 19일. 2018년 4월 20일에 확인함.
34. ↑  Wen, Shaoxian (2014년 4월 1일). 《Essentials of Modern Chinese, with simplified Chinese example sentences》 (영어). Everflow Publications. 71-89쪽. ISBN 9888174401.
35. 1 2  王力 (1985). 《中国现代语法》. 汉语语法丛书 (중국어). 商务印书馆. 235-283쪽.
36. 1 2 3 4 5  朱德熙 (1982). 《语法讲义》 (중국어). 商务印书馆. 45-52쪽.
37. ↑  黎锦熙 (2007년 12월). 《新著国语文法》 (중국어). 湖南教育出版社. 131-186쪽. ISBN 978-7-5355-5350-8.
38. ↑  张德鑫 (1999년 7월 1일). 《数里乾坤》. 北京大学出版社. ISBN 9787301042748.
39. 1 2 3 4 5  김병덕 (1994). “우리나라 命數法에 대한 小考”. 《基礎科學硏究所 論文集》 6: 9-13.
40. ↑  郭金海. “中央研究院的第一次院士会议”. 《中国科技史杂志》 (중국어) 28 (1): 1-19. (구독 필요).
41. ↑  “中华人民共和国法定计量单位”. 《中华人民共和国国务院报》 (중국어). 1984년 (4): 135-138. 2018년 4월 20일에 확인함.
42. ↑  “大事记”. 《全国科学技术名词审定委员会》 (중국어). 2018년 4월 21일에 원본 문서에서 보존된 문서. 2018년 4월 20일에 확인함.